# Avatha thursdayensis
Avatha thursdayensis är en fjärilsart som beskrevs av Embrik Strand 1917. Avatha thursdayensis ingår i släktet Avatha och familjen nattflyn. Inga underarter finns listade i Catalogue of Life.